# Papa Joan III
|  | Aquest article tracta sobre el papa catòlic. Si cerqueu el papa copte, vegeu «Joan III (patriarca copte)». |

Joan III (Roma, ? - Roma, 13 de juliol de 574), de nom real Catelinus fou escollit papa el 17 de juliol 561. Va resistir la barbàrie durant la desastrosa invasió longobarda, desitjada per Narses. Va convocar al seu costat tots els italians a fi que es defensessin contra la crueltat dels invasors.

## Biografia
D'origen romà, provenia d'una família distingida, sent el fill d'un tal Anastasi que portava el títol d'illustris, governador provincial i senador romà. També se'l cita com Catelino, però no és clar si aquest és el cognom, un sobrenom o el seu nom real; en aquest últim cas seria el segon Papa que han adoptat un nom diferent que l'original, després de Joan II.
Encara que governà durant gairebé tretze anys, un període prou llarg, se sap molt poc del seu pontificat, que va caure en els temps de la invasió dels longobards, i pràcticament tots els registres del seu pontificat van ser destruïts. Ell tenim només uns pocs mala notícia dictada pel Papa Gregori I, en aquells moments diaca.

### Pontificat
Tot i estar molt a prop de la cort de Constantinoble, Joan va haver d'esperar quatre mesos abans que l'emperador romà d'Orient Justinià I confirmés la seva elecció. Havia de mantenir una difícil política d'equilibris entre els llombards i els romans d'Orient per ser capaç de mantenir a l'Església a Itàlia i per impedir que Roma fos sufocada per la pobresa i la malaltia.
El longobards, que provenien de la Panònia, i pertanyia a la secta arriana, havien arribat a Itàlia el 568 sota el lideratge d'Alboino, conquistant ràpidament totes les ciutats del nord i després l'interior, mentre que els romans d'Orient van mantenir la possessió de les costes. El 572 Alboino va ser assassinat per una conspiració ordida per la seva esposa Rosamunda. En morir el seu successor Clef el 574 va arribar una dècada de gran anarquia, durant la qual més de trenta ducs llombards van lluitar pel poder sobre Itàlia.
Va ser un temps molt fosc per a l'Església; molts cristians van ser martiritzats, el monestir de Monte Cassino va ser destruït, i es van saquejar moltes esglésies. Per protegir la Roma, que en 573 va ser assetjada pel duc Faroald I de Spoleto, Joan III (segons informa el Liber Pontificalis) va haver d'anar a Nàpols per demanar l'ajuda de l'exarca romà d'Orient Narses. Es va adonar, perquè a Roma ja no havia un exèrcit romà d'Orient, el seu paper com a salvador de la ciutat havia de ser bastant contingut. Semblaria, però, que la seva presència va ser suficient per evitar que la situació degenerés i que la ciutat esdevingués lombarda.
Aquest període va ser ben descrit pel Papa Gregori I:
| «                | Com una espasa fora de la seva beina, de manera que les hordes salvatges que es van abalançar sobre nosaltres. Els homes van caureper tot arreu, collit, les ciutats van quedar despoblades, els castells en ruïnes, esglésies cremades, van arrasar els monestirs d'homes i dones. Ara els camps estan deserts i tot el país llanguien en l'abandó, perquè ningú no el treballava; també els propietaris havien desaparegut, i on primer vivien els homes, ara pasturaven els animals salvatges | » |
| — Papa Gregori I | |   |

Es va acabar la construcció de la basílica dels Sants Felip i Jaume (que més tard es va convertir en la basílica dels Sants XII Apòstols), i la va elevar a títol cardenalici. També restaurà i amplià els cementiris dels màrtirs, i es va determinar que el pa, el vi i les espelmes, necessàries per a la celebració de misses a Roma, fossin proporcionades per l'església de Sant Joan del Laterà.
Entre les poques notícies que tenim sobre Joan III també encaixa l'episodi dels dos bisbes de la Gàl·lia, Salonius d'Embrun i Sagitari de Gap. Només obtinguda l'ordenació episcopal, els dos bisbes van començar a comportar-se d'una manera violenta, cometent abusos i crims contra la població. Després d'un aixecament popular provocat per la seva actitud, van ser convocats a un sínode a Lió el 567, on tots dos van ser deposats. Exemplificada pel fet que el rei franc Guntram no era totalment hostil cap a ells, van apel·lar a Joan III demanant la revocació de la deposició. El Papa, deixant-se convèncer de la seva professió d'innocència i les cartes en favor del rei Guntram, va ordenar la seva rehabilitació. No obstant això, en persistir en la seva conducta, es convocà un nou sínode a Chalon-sur-Saône el 579 on se'ls va condemnar definitivament, i el rei els va ordenar a tots dos que es recloíssin a un monestir sense tenir més contacte amb el món exterior.
Joan III va confirmar les resolucions del Segon Concili Ecumènic de Constantinoble i les va defensar amb zel.
El 572 finalment va acabar amb el cisma de la diòcesi de Milà, que va néixer durant el regnat de Pelagi I.
Al Liber Pontificalis es va registrar que va morir el 7 de juliol 574. Va ser enterrat a Sant Pere.